# Hygromia cinctella
Hygromia cinctella е вид охлюв от семейство Hygromiidae. Видът не е застрашен от изчезване.

## Разпространение и местообитание
Разпространен е в Испания, Италия (Сицилия), Словения, Франция (Корсика) и Хърватия. Внесен е в Австрия, Великобритания, Германия, Нидерландия, Унгария и Швейцария.
Обитава гористи местности, градини, долини и храсталаци.

## Описание
Популацията на вида е стабилна.